# Saloon

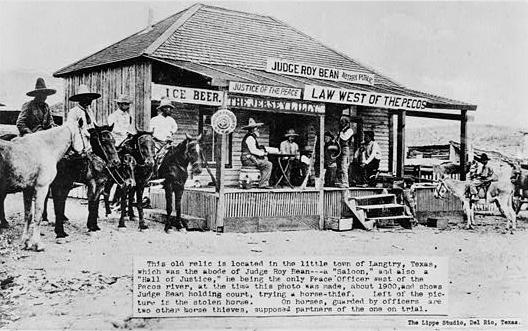
En saloon i Langtry, Texas, som samtidigt var fredsdomarens kontor.

En saloon var ett värdshus i vilda västern, som oftast var öppet dygnet runt. Skildringar av salooner är en viktig del av westerngenren. Den första saloonen invigdes i Wyoming 1822.
Förutom försäljning av mat och alkoholdrycker, kunde man också erbjuda logi, hasardspel, underhållning och prostitution.